# Bryson City
La ville de Bryson City est le siège du comté de Swain, situé en Caroline du Nord, aux États-Unis. Sa population s’élevait à 1 424 habitants lors du recensement de 2010, estimée à 1 452 habitants en 2016.

## Démographie
| Groupe            | Bryson City | Caroline du Nord | États-Unis |
| ----------------- | ----------- | ---------------- | ---------- |
| Blancs            | 89,5        | 68,5             | 72,4       |
| Amérindiens       | 4,8         | 1,3              | 0,9        |
| Autres            | 2,5         | 4,4              | 6,4        |
| Métis             | 2,2         | 2,2              | 2,9        |
| Asiatiques        | 0,6         | 2,2              | 4,8        |
| Afro-Américains   | 0,5         | 21,5             | 12,6       |
| Total             | 100         | 100              | 100        |
|                   |             |                  |            |
| Latino-Américains | 5,4         | 8,4              | 16,7       |

La quasi-totalité des Amérindiens de Bryson City sont cheyennes.
Selon l'American Community Survey, pour la période 2011-2015, 97,69 % de la population âgée de plus de 5 ans déclare parler anglais à la maison alors que 0,91 % déclare parler l'hindi, 0,85 % le français et 0,55 % une autre langue.
| 1900 | 1910 | 1920 | 1930  | 1940  | 1950  |
| ---- | ---- | ---- | ----- | ----- | ----- |
| 417  | 612  | 882  | 1 806 | 1 612 | 1 499 |

| 1960  | 1970  | 1980  | 1990  | 2000  | 2010  |
| ----- | ----- | ----- | ----- | ----- | ----- |
| 1 084 | 1 290 | 1 556 | 1 145 | 1 411 | 1 424 |

## Source
- (en) Cet article est partiellement ou en totalité issu de l’article de Wikipédia en anglais intitulé « Bryson City, North Carolina » (voir la liste des auteurs).

1. ↑  (en) « Bryson City, LA Population - Census 2010 and 2000 », sur censusviewer.com.
2. ↑  (en) « Population of North Carolina - Census 2010 and 2000 », sur censusviewer.com.
3. ↑  (en) « Race Reporting for the American Indian and Alaska Native Population by Selected Tribes: 2010 », sur factfinder.census.gov (consulté le 20 avril 2018).
4. ↑  (en) « Language spoken at home by ability to speak English for the population 5 years and over », sur factfinder.census.gov.
5. ↑  (en) « Statistiques des États-Unis - Caroline du nord - Profils des communautés de 2010 » (consulté en novembre 2020)